# Aleksandrs Čaks
Aleksandrs Čaks, född den 27 oktober 1901 i Riga, död den 8 februari 1950 i Riga, var en lettisk poet, kallad urbanist. Många av dikterna utspelar sig i Rigamiljöer. 
Čaks studerade som ung medicin vid Moskvauniversitetet. Han tjänstgjorde som fältskär på kommunistisk sida i ryska inbördeskriget efter Ryska revolutionen. Ett påstått möte mellan Čaks och den ryske futuristen Vladimir Majakovskij sägs ha varit avgörande för Čaks val att bli diktare. Čaks slog sig ned i Riga på 1920-talet. Čaks har i Sverige tolkats och introducerats av Juris Kronbergs. År 2004 utkom dikter i urval med titeln Hjärtat på trottoaren (Heidrun förlag). Dikter av Čaks finns också i Nära röster över vatten : lettisk litteraturantologi. (En bok för alla, 1997) Även denna i urval av Juris Kronbergs.